# Izgubljeni vosak
Izgubljeni vosak (fr. cire perdue) je naziv za proces livenja, odnosno izrade metalnih predmeta, najčešće od bronze ili mesinga, pri čemu se koristi kalup za jednokratnu upotrebu. Obično se koristi u vajarstvu za izradu malih bronzanih skulptura.

## Spoljašnje veze
- Andre Stead Sculpture - The Bronze Casting Process
- National Museum of Wildlife Art's Virtual Foundry Архивирано на веб-сајту  (16. мај 2008)
- Reconstructing the Bronze Age Trundholm Sun Chariot
- 10/15/1904;The " Cire-perdue " Process of Bronze Casting